# Devon Murray
Devon Murray né le 28 octobre 1988 à Kildare, est un acteur irlandais.
Il se fait connaître au grand public par son interprétation de Seamus Finnigan dans la saga de films Harry Potter.

## Biographie
Devon Murray est le seul enfant de Michael et Fidelma Murray. À l'âge de six ans, il est envoyé à Billie Barry. Deux semaines plus tard, il obtient son premier rôle dans une publicité de Tesco à la télévision. Six mois plus tard, il joue dans son premier film intitulé This Is My Father. Il entre alors à la National Perfoming Arts School et obtient un rôle dans le film Les Cendres d'Angela.

## Vie privée
En couple depuis fin 2018 avec sa petite-amie Shannon McCaffrey Quinn, Devon Murray annonce en juillet 2020 qu'ils attendent leur premier enfant ensemble. Le 2 janvier 2021, ils accueillent un garçon prénommé Cooper Michael[réf. nécessaire].

## Filmographie

### Cinéma

#### Longs métrages
- 1999 : This Is My Father de Paul Quinn : Christy Mc Carthy jeune
- 1999 : Les Cendres d'Angela de Alan Parker : Malachy McCourt
- 2001 : Harry Potter à l'école des sorciers de Chris Columbus : Seamus Finnigan
- 2002 : Harry Potter et la Chambre des secrets de Chris Columbus : Seamus Finnigan
- 2003 : Harry Potter et le Prisonnier d'Azkaban de Alfonso Cuarón : Seamus Finnigan
- 2005 : Harry Potter et la Coupe de feu de Mike Newell : Seamus Finnigan
- 2007 : Harry Potter et l'Ordre du phénix de David Yates : Seamus Finnigan
- 2009 : Harry Potter et le Prince de sang-mêlé de David Yates : Seamus Finnigan
- 2010 : Harry Potter et les Reliques de la Mort : Partie 1 de David Yates : Seamus Finnigan
- 2011 : Harry Potter et les Reliques de la Mort : Partie 2 de David Yates : Seamus Finnigan
- 2018 : Damo & Ivor: The Movie de Rob et Ronan Burke : Bosco

#### Court métrage
- 2008 : Gone Fishing de Chris Jones : Bill jeune

### Télévision

#### Téléfilm
- 2000 : Les Ombres du passé (Yesterday's Children) de Marcus Cole : Geoffrey

### Clip vidéo
- 2017 : Simonna (en) - Every time you need me